# Изоставено сърце
„Изоставено сърце“ (на турски: Vazgeç Gönlüm) e турски драматичен сериал, излъчен премиерно през 2007 г. по Star tv. Сценарият претърпява сериозни изменения с началото на втори сезон. Сериалът завършва без еднозначен финал.

## Сюжет
Тъй като в ранна възраст трябва да се грижи за семейството си, Салих работи като шофьор на микробус. В битката за живота той не може да намери възможността да срещне любовта. Докато не среща красивата Бахар. Бахар е дъщеря на много богато семейство. Тези две млади сърца ще се сблъскат, но съдбата ще изплете мрежите им по неочакван начин. Това е историята на онези, които побират болката и любовта на изгубения живот в сърцата си.

## Актьорски състав
- Мурат Хан – Салих
- Ирем Алтуу – Бахар
- Булут Арас – Хасан
- Чиидем Батур – Гонджагюл / Дефне
- Фатих Дьонмез – Джошкун
- Сабрие Кара – Емине
- Тамер Левент – Фикрет
- Рухсар Йоджал – Белгин
- Али Нури Тюрколу – Махир
- Йозбек Йълдъз – Али
- Ситаре Акбаш
- Еджеджан Гюмеджи
- Сонгюл Йоден – Езра
- Хюлия Дарджан

## В България
В България сериалът започва на 1 март 2011 г. по ТВ+ и завършва на 8 юли. Дублажът е на Студио Браво. Ролите се озвучават от Десислава Знаменова, Елена Бойчева, Стефан Сърчаджиев-Съра и Стефан Димитриев.